# Панаева, Александра Валерьяновна
Александра Валерьяновна Панаева (по мужу Карцова (Карцева), сценический псевдоним Сандра; 8 [20] октября 1853, Санкт-Петербург — декабрь 1941, Ленинград) — русская оперная певица (сопрано).

## Биография
Родилась в семье инженера путей сообщения и мецената В. А. Панаева.
Её отец — известный инженер-путеец и меценат В. А. Панаев, создатель Панаевского театра; родная сестра, Елена Валерьяновна — любимая мачеха Сергея Дягилева.
Художник К. Маковский написал портрет певицы. Его жена, Юлия Павловна Леткова-Маковская, была близкой подругой А. В. Панаевой: 

Ближайшей подругой Юлии Павловны в Петербурге была Александра Валериановна Панаева, впоследствии жена кавалергарда Г. П. Карцева, ученица Полины Виардо. В доме Виардо они и познакомились весной 1876 года и часто пели вместе.
С шести лет жила в Новочеркасске. С восьми лет начала учиться пению у Л. Леонова-Шарпантье, в 14 в течение одного года брала уроки пения у Н. Ирецкой в Петербурге, затем у Г. Ниссен-Саломан. В 1874—1877 по совету И. Тургенева совершенствовалась в вокальном искусстве в Париже у П. Виардо, где среди её слушателей был французский писатель Эмиль Золя. В этот период подготовила партии Миньон под руководством самого же композитора А. Тома и Маргариты («Фауст») тоже под руководством самого композитора Ш. Гуно и дебютировала на оперной сцене в Ницце.
В 1878 году, вернувшись в Петербург, стала выступать там и одновременно продолжила вокальное образование. В 1880-х годах брала уроки пения у Л. А. Джонсон-Мисевич.
Биографическая энциклопедия особо отмечает: «Обладала голосом „чарующего“ тембра, сцен. талантом, имела редкой красоты внешность». В свете её называли «лучезарной красавицей» («яркая брюнетка с искристо-синими глазами и чуть заметными усиками над капризным ртом»), в которую были тайно влюблены многие известные деятели культуры 19 столетия, среди которых — поэт Алексей Николаевич Апухтин, посвятивший ей в 1881 году стихотворение «К поэзии»: В эти дни ожиданья тупого, /
В эти тяжкие, тусклые дни, /
О, явись нам, волшебница, снова /
И весною нежданной дохни!<…>"
В 1884 году Панаева вышла замуж за кавалергарда Георгия Павловича Карцева, двоюродного племянника Петра Ильича Чайковского, который был на девять лет моложе её. Апухтин подарил им на свадьбу стихотворение: «Два сердца любящих и чающих ответа Случайно встретились в пустыне черствой света…».
После замужества она на какое-то время вновь уехала за границу и с 1886 выступала под сценическим псевдонимом Сандра в Милане (театр «Даль Верме»), в Неаполе (театр «Сан-Карло», из исполняемых партий — Аида в одноимённой опере), Триесте, Вероне, Венеции, Флоренции (выступала совместно с А. Мазини).
В сезоне 1886/87 принимала участие в спектаклях Московской частной русской оперы С. Мамонтова.
В апреле 1887 дебютировала в партии Антониды (Иван Сусанин (опера)) на сцене петербургского Мариинского театра. До 1893 пела в Итальянской опере, вновь в Русской частной опере, затем в Лондоне (Ковент-Гарден), Петербурге, Москве, Варшаве.
Александра Панаева-Карцова стала 1-й исполнительницей на русской сцене партии Сандры («Виллисы»), в которой имела огромный успех и по имени которой взяла сценический псевдоним. Среди других партий: Марфа («Царская невеста»), Юдифь («Юдифь» А. Серова); Маргарита («Фауст»), Аида (одноимённая опера), Джильда («Риголетто»), Джоконда («Джоконда» Понкьелли), Валентина («Гугеноты»), Миньон («Миньон» А. Тома).
Партнёры: М. Долина, М. Михайлов, Ф. Стравинский, Н. Унковский. Пела под управлением Э. Направника, И. Труффи.
Умерла в Ленинграде во время блокады.

## Сценическая деятельность
С 1877 выступала в симфонических и филармонических концертах, в том числе в концерте с Э. Тамберликом по его личному приглашению, пела также в ансамбле с виолончелистом А. Вержбиловичем; на сцене Благородного собрания и др.сценах.
18 августа 1877 по её инициативе состоялся благотворительный оперный концерт в пользу Красного Креста в Павловске, где она исполняла арии из «Жизни за царя», «Фауста» и др. произведения.
В сезоне 1878/79, по приглашению А. Рубинштейна, принимала участие в благотворительных концертах в пользу жертв русско-турецкой войны.
Участвовала в 1-м концертном исполнении «Евгения Онегина» 6 марта 1879 в салоне Ю. Абазы в партии Татьяны, став таким образом первой исполнительницей (партнёрами по выступлению были: И. Прянишников, Е. Лавровская, П. Лодий). Тогда же произошло её знакомство с композитором П. И. Чайковским (будущим родственником по мужу), она стала исполнительницей многих его романсов и неоднократно выступала вместе с ним. П. Чайковский посвятил певице семь романсов (ор. 47, 1880, в их числе «Кабы знала я», «На землю сумрак пал», «Благословляю вас, леса» (подробнее об истории создания этого романса — см. романс «Благословляю вас, леса…», автор Александр Майкапар Архивная копия от 11 марта 2009 на Wayback Machine), «День ли царит», «Я ли в поле да не травушка была»).
5 марта 1887 выступила в петербургском Дворянском собрании вместе с П. Чайковским, где исполняла ариозо Кумы («Чародейка») и романсы («Я тебе ничего не скажу», «Ночи безумные», «День ли царит»).

## Педагогическая деятельность
В 1893—1916 давала частные уроки пения, например дочери Надежды Филаретовны фон Мекк Сонечке, с которой пели пели дуэт „Далеко, далеко“ из „Джоконды“ Понкиелли, дуэты „Рассвет“ Чайковского, „Распятие“ Фора, „Скоро, увы“ Мендельсона и др., затем до 1922 преподавала в Музыкальной школе и 2-м Государственном муз. техникуме им. М. П. Мусоргского, с 1924 — в муз. школе при Пролеткульте, с 1925 вернулась к частным урокам. Среди её учеников — И. Алчевский и В. Сараджишвили.
Написала воспоминания о П. И. Чайковском (в сб.: «Воспоминания о П. И. Чайковском», М., 1962, 1979).
Архив певицы хранится в РГАЛИ и РНЛ.